# Black Celebration Tour
Black Celebration Tour – dziewiąta trasa koncertowa grupy muzycznej Depeche Mode, w jej trakcie odbyło się siedemdziesiąt sześć koncertów.

## Setlista
1. "Christmas Island"
2. "Black Celebration"
3. "A Question of Time"
4. "Fly on the Windscreen"
5. "Shake the Disease"
6. "Leave in Silence"
7. "It’s Called a Heart"
8. "Everything Counts"
9. Song performed by Martin Gore
  - "It Doesn't Matter Two"
  - "Somebody" (wykonany jedynie w Kopenhadze: 16 sierpnia 1986)
10. Song performed by Martin Gore
  - "A Question of Lust"
11. "Here Is the House"
12. "Blasphemous Rumours"
13. "New Dress"
14. "Stripped"
15. "Something to Do"
16. "Master and Servant"
17. "Photographic"
18. "People Are People"
bis 1
19. "Boys Say Go!"
20. "Just Can’t Get Enough"
bis 2
21. "More Than a Party"

## Daty koncertów
1. 29 marca 1986 – Oksford (Wielka Brytania) – Apollo Theatre
2. 31 marca 1986 – Brighton (Wielka Brytania) – Conference Centre
3. 2 kwietnia 1986 – Dublin (Irlandia) – RDS Stadium
4. 4 kwietnia 1986 – Belfast (Irlandia Północna) – Maysfield Centre
5. 6 kwietnia 1986 – Glasgow (Wielka Brytania) – S. E. C.
6. 7 kwietnia 1986 – Whitley Bay (Wielka Brytania) – Ice Rink
7. 9 kwietnia 1986 – Birmingham (Wielka Brytania) – N. E. C.
8. 10 kwietnia 1986 – Birmingham (Wielka Brytania) – N. E. C.
9. 12 kwietnia 1986 – Manchester (Wielka Brytania) – Apollo
10. 13 kwietnia 1986 – Bristol (Wielka Brytania) – Hippodrome
11. 14 kwietnia 1986 – Bournemouth (Wielka Brytania) – International Centre
12. 16 kwietnia 1986 – Londyn (Wielka Brytania) – Wembley Arena
13. 17 kwietnia 1986 – Londyn (Wielka Brytania) – Wembley Arena
14. 24 kwietnia 1986 – Oslo (Norwegia) – Skedsmohallen
15. 25 kwietnia 1986 – Göteborg (Szwecja) – Scandinavium
16. 26 kwietnia 1986 – Sztokholm (Szwecja) – Isstadion
17. 28 kwietnia 1986 – Kopenhaga (Dania) – Valby Halle
18. 29 kwietnia 1986 – Hanower (RFN) – Ellenriedehalle
19. 30 kwietnia 1986 – Akwizgran (RFN) – Eurogress
20. 2 maja 1986 – Stuttgart (RFN) – Martin Schleyerhalle
21. 3 maja 1986 – Monachium (RFN) – Basketbalhalle
22. 4 maja 1986 – Zurych (Szwajcaria) – Hallenstadium
23. 6 maja 1986 – Paryż (Francja) – Palais Omnisport D’Bercy
24. 7 maja 1986 – Paryż (Francja) – Palais Omnisport D’Bercy
25. 8 maja 1986 – Lyon (Francja) – Palais Des Sports
26. 10 maja 1986 – Bruksela (Belgia) – Forest Nationale
27. 11 maja 1986 – Düsseldorf (RFN) – Philipshalle
28. 13 maja 1986 – Ludwigshafen am Rhein (RFN) – Frederich-Ebert-Hall
29. 14 maja 1986 – Saarbrücken (RFN) – Saarlandhalle
30. 16 maja 1986 – Hamburg (RFN) – Sportshalle Alterdorf
31. 17 maja 1986 – Hamburg (RFN) – Sportshalle Alterdorf
32. 18 maja 1986 – Berlin (RFN) – Waldbuhne
33. 20 maja 1986 – Münster (RFN) – Münsterlandhalle
34. 21 maja 1986 – Brema (RFN) – Stadthalle
35. 22 maja 1986 – Dortmund (RFN) – Westfallenhalle
36. 24 maja 1986 – Rotterdam (Holandia) – Ahoy
37. 25 maja 1986 – Rüsselsheim am Main (RFN) – Walter Koebel Halle
38. 1 czerwca 1986 – Boston (USA) – Wang Centre
39. 3 czerwca 1986 – Filadelfia (USA) – Tower Theatre
40. 4 czerwca 1986 – Filadelfia (USA) – Tower Theatre
41. 6 czerwca 1986 – Nowy Jork (USA) – Radio City Music Hall
42. 7 czerwca 1986 – Nowy Jork (USA) – Radio City Music Hall
43. 8 czerwca 1986 – Nowy Jork (USA) – Radio City Music Hall
44. 10 czerwca 1986 – Cleveland (USA) – Blossom Music Festival
45. 12 czerwca 1986 – Rochester (USA) – Finger Lakes
46. 13 czerwca 1986 – Wantagh (USA) – Jones Beach
47. 14 czerwca 1986 – Columbia (USA) – Merriweather Post Pavillon
48. 17 czerwca 1986 – Montreal (Kanada) – Verdun Arena
49. 18 czerwca 1986 – Toronto (Kanada) – Kingswood Theatre
50. 20 czerwca 1986 – Toronto (Kanada) – Kingswood Theatre
51. 21 czerwca 1986 – Clarkston (USA) – Pine Knob Music Theatre
52. 22 czerwca 1986 – Chicago (USA) – Poplar Creek
53. 24 czerwca 1986 – Saint Paul (USA} – Civic Centre
54. 26 czerwca 1986 – Fort Worth (USA) – Will Rogers Auditorium
55. 28 czerwca 1986 – Austin (USA) – City Colloseum
56. 29 czerwca 1986 – Houston (USA) – Southern Star Amphiteatre
57. 1 lipca 1986 – Denver (USA) – Red Rocks
58. 3 lipca 1986 – Salt Lake City (USA) – Park West
59. 5 lipca 1986 – San Francisco (USA) – Greek Theatre
60. 6 lipca 1986 – Mountain View (USA) – Shoreline Amphiteatre
61. 8 lipca 1986 – Vancouver (Kanada) – Expo Theatre
62. 11 lipca 1986 – San Diego (USA) – San Diego Sports Arena
63. 13 lipca 1986 – Los Angeles (USA) – Kia Forum
64. 14 lipca 1986 – Laguna Hills (USA) – Irvine Meadows
65. 15 lipca 1986 – Laguna Hills (USA) – Irvine Meadows
66. 21 lipca 1986 – Osaka (Japonia) – Koseinenkin Hall
67. 22 lipca 1986 – Nagoja (Japonia) – Koseinenkin Hall
68. 23 lipca 1986 – Tokio (Japonia) – NHK Hall
69. 4 sierpnia 1986 – Fréjus (Francja) – Les Arenes
70. 5 sierpnia 1986 – Pietra Ligure (Włochy) – Stadio Comunale
71. 5 sierpnia 1986 – Rimini (Włochy) – Stadio Comunale
72. 8 sierpnia 1986 – Nîmes (Francja) – Les Arenes
73. 9 sierpnia 1986 – Annecy (Francja) – Stade D’Annecy Le Vieux
74. 11 sierpnia 1986 – Royan (Francja) – Esplanede Du Stade
75. 12 sierpnia 1986 – Bayonne (Francja) – Les Arenas
76. 16 sierpnia 1986 – Kopenhaga (Dania) – Valby Stadium